# Međunarodno društvo za naučna interdisciplinarna istraživanja u oblasti joge
Međunarodno društvo za naučna interdisciplinarna istraživanja u oblasti joge je osnovano zbog potrebe da se objedine, podstiču i usmeravaju naučno istraživačke aktivnosti u oblasti joge.
Inicijator, osnivač i predsednik naučnog društva je prof. dr Predrag Nikić – međunarodni Majstor joge, profesor Međunarodne Joga Akademije, univerzitetski profesor, predsednik Joga Saveza Srbije i Međunarodni savetnik Svetskog joga saveta Internacionalne joga federacije.

## Ciljevi
Međunarodno društvo je naučna ustanova za interdisciplinarna istraživanja u oblasti joge i pružanje naučnih usluga, okuplja naučne radnike koji praktikuju i istražuju efekte praktikovanja joge u različitim naučnim disciplinama. Cilj ove institucije je sprovođenje naučno istraživačkog rada ali i afirmacija rezultata sprovedenih naučnih istraživanja, povezivanje rezultata iz različitih naučnih disciplina u jedinstvenu bazu podataka, saradnja sa drugim naučnim institucijama i medijima.

## Naučno istraživački rad u oblasti joge
Međunarodno društvo za naučna interdisciplinarna istraživanja u oblasti joge upućuje instruktore joge na izučavanje naučne i stručne literature o jogi podstičući ih da se uključe u naučna istraživanja efekata joga prakse. Svim članovima Joga Saveza Srbije omogućeno je direktno uključenje u naučno-istraživačke aktivnosti Međunarodnog društva za naučna interdisciplinarna istraživanja u oblasti joge kao i pristup naučnoj literaturi o jogi.

## Naučna konferencija o jogi
U saradnji sa Joga Savezom Srbije i Međunarodnim joga akademskim centrom, Međunarodno društvo za naučna interdisciplinarna istraživanja u oblasti joge svake godine, u avgustu mesecu organizuje Međunarodnu interdisciplinarnu naučnu konferenciju o jogi koja se održava u Kongresnom centru Sava. Ona okuplja najveće svetske naučne autoritete koji izučavaju fenomene praktikovanja joge u različitim naučnim oblastima.

## Naučni joga časopis
Međunarodno društvo za naučna interdisciplinarna istraživanja u oblasti joge u saradnji sa Međunarodnom Akademijom za školovanje instruktora joge i Joga Savezom Srbije izdaje naučni joga časopis: Smisao, koji prezentuje odabrane rezultate naučnih istraživanja na polju joge.

## Akreditacija programa
Međunarodno društvo za naučna interdisciplinarna istraživanja u oblasti joge je kao naučna institucija učestvovala u pripremi i akreditaciji programa kontinuirane edukacije zdravstvenih radnika i zdravstvenih saradnika na osnovu odluke Zdravstvenog saveta Srbije iz decembra 2010. i marta 2011. godine. Akreditovani su sledeći programi: Kurs obuke za instruktora joge, Joga tehnike kao pomoć u povećanju spremnosti na stres, Joga tehnike kao pomoć u prevazilaženju hipertenzije, Joga tehnike kao pomoć u povećanju spremnosti na stres kod menadžera, Joga u primeni – međunarodni simpozijum prve kategorije.

## Međunarodni joga kampovi
Međunarodno društvo za naučna interdisciplinarna istraživanja u oblasti joge je kao naučna institucija učestvovala u pripremi programa za kontinuiranu stručnu edukaciju instruktora i Učitelja joge. U saradnji sa Joga Savezom Srbije dva puta godišnje organizuje Međunarodni joga kamp (letnji i jesenji) na kojem se instruktori iz joga centara iz Srbije i drugih zemalja stručno usavršavaju joga metodama.

## Međunarodna saradnja
Međunarodno društvo za naučna interdisciplinarna istraživanja u oblasti joge, Joga Savez Srbije i Međunarodna Joga Akademija ostvaruju saradnju sa istaknutim međunarodnim naučnim i obrazovnim ustanovama u oblasti joge. Potpisani su sporazumi o naučno-tehničkoj saradnji sa Patanjđali institutom iz Haridvara u Indiji, sa Kaivaljadama institutom iz Pune u Indiji i sa Univerzitetom Vivekananda iz Bangalora u Indiji i Fakultetom sporta i fizičkog vaspitanja u Beogradu. Članovi Naučnog veća su naučni istraživači i profesori univerziteta iz celog sveta.

## Naučni odbor
Naučni odbor Društva čine najuglednija naučnoistraživačka imena iz sveta joga teorije i prakse. Društvo pruža podršku studentima i doktorandima u sticanju naučnih zvanja a koja tretiraju oblast joge. Društvo je savremena naučno-istraživačka ustanova koja u svom sastavu ima sve neophodne kapacitete za bavljenje ovom delatnošću, kadrovski obezbeđen sa, trenutno, 24 doktora nauka iz različitih oblasti sa sigurnom perspektivom da se u najskorije vreme taj broj znatno uveća u cilju sprovođenja aktivnosti iz delokruga rada Društva. Društvo aktivno sarađuje sa Indijskim kulturnim centrom koji ima sedište u Beogradu.

## Literatura
- Apte, Vaman Shivram (1965). The Practical Sanskrit Dictionary. Delhi: Motilal Banarsidass Publishers.  81-208-0567-4. (fourth revised & enlarged edition).
- Chang, G.C.C. (1993). Tibetan Yoga. New Jersey: Carol Publishing Group.  0-8065-1453-1
- Chapple, Christopher.(1993) Nonviolence to Animals, Earth, and Self in Asian Traditions. New York: SUNY Press, 1993 pp. 7
- Bahadur, R., Vasu, S.C. (1914-15): The Gheranda Samhita
- Griffith, Ralph T. H. (1893): The Sāmaveda Samhitā.
- Patanđali (1977): Izreke o jogi. Beograd, BIGZ.
- Sastri, Mahadeva,The Yoga Upanišads, text with commentary of Sri Upanišad-Brahma-Yogin, Madras, 1920
- Sivananda, Swami (1995), The Bhagavad Gita, The Divine Life Society.
- Svami Višnu Devananda (2005): Hata joga pradipika. Beograd, Babun.
- Van Nooten, B., Holland, G. (1994): Rig Veda, a metrically restored text, Department of Sanskrit and Indian Studies, Harvard University, Harvard University Press, Cambridge, Massachusetts and London, England.
- Andrijašević, G. (1976): Upanišade: sveti spisi starih Indijaca. Osijek, Glas Slavonije.
- Benson H. (2000): The relaxation response updated and expanded (25th the anniversary edition) New York: Avon.
- Benson, H.; Wallace, R. K. (1972): The Physiology of Meditation. Scientific American. Vol. 226, No 2, 84-90.
- Cooulter, H.D., McCall, T. (2001): Anatomy of Hatha Yoga: A Manual for Students, Teachers and Practitioners, Indianapolis, Body and Breath.
- Lazar SW, Bush G, Gollub RL, Fricchione GL, Khalsa G, Benson H. (2000). Functional brain mapping of the relaxation response and meditation. Neuroreport 2000; II: 1581-5.
- Lazarus, R.S., Folkman, S. (2004). Stres, procjena i suočavanje, Jastrebarsko, Slap.
- Lizbet, A. (196x). Učim jogu, Sportska tribina.
- Ornish, D. (2007): The spectrum: a scientificaly proven program to feel better, live longer, loose weight and gain health
- Nikić, P. (2011): Koncept joga inteligencije. U. P.Nikić, Međunarodni naučni časopis o jogi "Smisao". Beograd: Međunarodno društvo za naučna interdisciplinarna istraživanja u oblasti joge. ISSN 2217-804X
- Nikić, P. & Nikić, G. (2011). Menadžment i organizaciono ponašanje u svetlu efekata praktikovanja tehnika joge, Zbornik Univerziteta “V.G.Šuhova”, Belgorod, Rusija, str. 261-273.
- Nikić, P. (2011): Koncept joga inteligencije – smisleno upravljanje ljudskim potencijalima. U: Zbornik radova sa Međunarodne konferencije o istraživanjima u jogi i njenoj primeni, Bangalor, Indija. Bangalor: Univerzitet Vivekananda.
- Janjušević, B. (2011): Povezanost praktikovanja tehnika joge sa lokusom kontrole i stilom upravljanja besom. U: P.Nikić, Međunarodni naučni časopis o jogi "Smisao". Beograd: Međunarodno društvo za naučna interdisciplinarna istraživanja u oblasti joge. ISSN 2217-804X
- Janjušević, B. (2011): Povezanost praktikovanja tehnika joge i depresije. U: Zbornik radova sa Međunarodne konferencije o istraživanjima u jogi i njenoj primeni, Bangalor, Indija. Bangalor: Univerzitet Vivekananda.
- Nikić, P. (2010): Uvodno predavanje: Joga – svetlost mikrouniverzuma. U: P.Nikić, ur. Zbornik radova "Joga - svetlost mikrouniverzuma" sa Međunarodne interdisciplinarne naučne konferencije "Joga u nauci - budućnost i perspektive", 23-24 septembar 2010, Beograd, Srbija. Beograd: Joga Savez Srbije, str. 7-9.  978-86-88569-02-6
- Nikić, P. (2010): Povezanost suštinskih i joga kompetencija. U: P.Nikić, ur. Zbornik radova "Joga-svetlost mikrouniverzuma" sa Međunarodne interdisciplinarne naučne konferencije "Joga u nauci - budućnost i perspektive", 23-24 septembar 2010, Beograd, Srbija. Beograd: Joga Savez Srbije, str. 27-37.  978-86-88569-02-6
- Janjušević, B. (2010): Uticaj praktikovanja joga tehnika na prevazilaženje stresa. U: P.Nikić, ur. Zbornik radova "Joga-svetlost mikrouniverzuma" sa Međunarodne interdisciplinarne naučne konferencije "Joga u nauci - budućnost i perspektive", 23-24 septembar 2010, Beograd, Srbija. Beograd: Joga Savez Srbije, str. 38-50.  978-86-88569-02-6
- Petrović, R. (2010): Prisutnost joge u umetnosti. U: P.Nikić, ur. Zbornik radova "Joga-svetlost mikrouniverzuma" sa Međunarodne interdisciplinarne naučne konferencije "Joga u nauci - budućnost i perspektive", 23-24 septembar 2010, Beograd, Srbija. Beograd: Joga Savez Srbije, str. 190-194